# Schneewittchen und die sieben Gaukler
Schneewittchen und die sieben Gaukler ist ein deutsch-schweizerischer Musikfilm von Kurt Hoffmann aus dem Jahr 1962.

## Handlung
Norbert Lang ist seit wenigen Wochen Besitzer eines Hotels im Skiort Klostermatt, das er von seinem verstorbenen Onkel geerbt hat. Der im Hotelfach unerfahrene junge Mann hat gleich zu Beginn mehrere Probleme zu bewältigen: Weihnachten steht vor der Tür und die alte Heizung im Hotel gibt merkwürdige Geräusche von sich, sodass ein Spezialist zur Reparatur nötig ist. Über die Weihnachtsfeiertage wird sich nur schwer jemand finden lassen und so bietet Norbert dem potenziellen Installateur der zuständigen Firma kostenfreien Winterurlaub im Hotel für die Zeit der Reparatur an. Die Firma verspricht, den Experten Dr. Rossi vorbeizuschicken. Da Norbert die Gäste auch während Silvester unterhalten will, sucht er in der Stadt zudem nach einem Unterhaltungskünstler, doch sind die guten bereits ausgebucht. Norbert endet mit der Verpflichtung der wasserstoffblonden Striptease-Tänzerin Ines del Mar, die auch ein wenig singen kann. Zurück im Hotel geht Norbert mit dem Personal so respektlos um, dass ihm sämtliche Angestellten kündigen und zum nächsten Hotel weiterziehen. Mitten in der Hochsaison hat Norbert nun nicht nur Heizungs-, sondern auch Personalprobleme.
Dr. Rossi ist in Wirklichkeit Fräulein Dr. Anita Rossi, die gerade einen Wagen erstanden hat und auf der Fahrt nach Klostermatt mit dem Auto im Tiefschnee stecken bleibt. Zusammen mit ihrem Hund Herrn Schmidt begibt sie sich zu unweit stehenden Zirkuswagen und räumt erst einmal auf. Wenig später erscheinen sieben Artisten, deren Zirkus Monti tief verschuldet ist, sodass sie vor der Steuerfahndung mit ihrem Zirkus geflohen sind. Die Gaukler schließen Freundschaft mit Anita, die sie von nun an Schneewittchen nennen. Anita wird von Norbert in Klostermatt als Heizungsexpertin zwar nicht gerade begeistert empfangen, denn er widmet sich viel zu sehr Ines del Mar, um groß am Hotelgeschehen beteiligt zu sein. Mit Einverständnis des Subdirektors Säuberlich holt Anita die sieben Gaukler als neue Belegschaft des Hotels nach Klostermatt und nach kurzer Zeit der Einarbeitung bilden sie ein gutes Team.
Anita will eigentlich nur ihre Arbeit machen, wird jedoch nach kurzer Zeit von Norbert umworben. Ines del Mar sieht das nicht gerne und stellt Anita verschiedene Fallen, um sie aus dem Hotel zu vertreiben. Eines Abends sind Anita und Norbert verabredet, doch Ines gibt vor, Norbert sei in ihrem Schlafzimmer. Zum Beweis spielt sie hinter verschlossener Tür ein Tonband ab, auf dem sie zuvor heimlich eine Unterredung mit Norbert aufgenommen hat. Enttäuscht reist Anita ab, während Norbert vergeblich im Restaurant auf sie wartet. Als Norbert von den sieben Gauklern auf Ines del Mars Trick hingewiesen wird, entlässt er seinen Silvesterstar fristlos. Stattdessen bietet er den Gauklern an, zu Silvester ein Zirkusprogramm zu zeigen. Er reist zudem in die Stadt, überzeugt Anita von seinen guten Absichten und holt sie zurück nach Klostermatt. Hier ist unterdessen Ines del Mars Manager angekommen und setzt deren Vertrag durch. Ines wird singen. Anita und die sieben Gaukler bauen jedoch ihr Zirkuszelt direkt vor dem Hotel auf und holen mit ihrem Programm zu Silvester sämtliche Hotelgäste zu sich, sodass Ines del Mar am Ende vor leeren Stühlen singt. Am nächsten Morgen will Anita unerkannt abreisen und flüchtet sogar vor Norbert, doch bringen die sieben Gaukler die beiden schließlich zur Versöhnung zusammen. Die Gaukler ziehen weiter, doch kehrt Norberts Personal zu ihm zurück, andere Arbeitgeber haben sich als schlechter erwiesen.

## Produktion
Gedreht wurde der Film vom 20. Februar bis zum 31. März 1962 im Bavaria Atelier München-Geiselgasteig. Die Außenaufnahmen entstanden in St. Moritz und Zürich.
Schneewittchen und die sieben Gaukler erlebte am 14. Dezember 1962 im Berliner Gloria-Palast seine Premiere. Am 25. Dezember 1967 lief er erstmals auf DFF 1 im Fernsehen der DDR. Der Film wurde als „Frostical“ beworben und integriert lose Motive des Märchens Schneewittchen und die sieben Zwerge.
Im Film sind verschiedene Lieder zu hören, die zum Teil mehrfach im Film variiert und wiederholt werden:
- Schneewittchen – gesungen von Caterina Valente, Chor
- Unsere Welt ist die Manege – gesungen von Caterina Valente
- Heute ist Sonntag – gesungen von Caterina Valente
- Herr Schmidt – gesungen von Caterina Valente
- Warenhaus-Song – gesungen von Walter Giller
- Alles für den Gast – gesungen von Caterina Valente, Ernst Waldow, Chor
- Kellner-Tarantella (Addio, wir ziehen weiter) – gesungen vom Kellner-Chor
- Ja, ja mein Joe – gesungen von Hanne Wieder

Die Musik stammt von Heino Gaze, die Liedtexte schrieb Günther Neumann.

## Kritik
Die zeitgenössische Kritik stellte fest, dass „die Grundidee […] reizvoll und ergötzlich [erscheint …]. Schneewittchen: es ist im Jahre 1962 auferstanden in der Figur einer hübschen, diplomierten Heizungsmonteurin“. Die Berliner Morgenpost kritisierte, dass der Film „in Kalau an der Knatter in einigen hundert Meter Tiefe unter Regisseur Kurt Hoffmanns Niveau angesiedelt [sei]“.
Der Spiegel schrieb: „Situationskomik im alpinen Wintersport-Milieu. Indes, je höher über den Meeresspiegel sich Deutschlands einstmaliger Erfolgsregisseur begibt, desto flacher geraten seine Scherze. Im Verein mit seinem Autor Günter Neumann ebnete er Grimms Märchen zu einem banalen Operetten-Sujet ein. […] Der Humor dieser Geschichte gipfelt, wenn Chargen Wasser-, Geschirr- und Eierschlachten vollführen.“
„Munter-sentimentales Lustspiel mit Musicaleinschlag“, befand der film-dienst. Cinema fasste zusammen: „Da lachen sich die Brüder Grimm ’nen Ast“.